# 解脱

宝結びの意匠

解脱（げだつ、梵: vimokṣa, ヴィモークシャ、mokṣa, モークシャ、vimukti, ヴィムクティ、mukti, ムクティ、巴: vimokha, vimokkha, ヴィモッカ、mokkha, モッカ、vimutti, ヴィムッティ、mutti, ムッティ）とは、インド系宗教において、解放、悟り、自由、放免を手に入れた状態を意味する語であり、ヒンドゥー教、仏教、ジャイナ教、シーク教において様々な形で語られる 。解脱を果たした者は、解脱者（梵: vimukta、巴: vimutta）と呼ばれたりする。
もともとは紀元前7世紀前後の古ウパニシャッドで説かれたもので、インド哲学一般に継承されている観念である。解脱はインド発祥の宗教において最高目標とされてきた。
ヒンドゥー教の伝統では解脱は中心概念であり、ダルマ（道徳、倫理等の正しい生き方）、アルタ（富、財産、生計等の実利）、カーマ（欲望、性愛、優美さ）と共に、人生の目的のひとつである。人間がこの世で追求すべき（世俗的な意味での）目的や義務、価値基準であるダルマ、アルタ、カーマは「トリヴァルガ（三種）」、プルシャ・アルタ（Puruṣārtha、人生の目的）と呼ばれており、これに解脱（モークシャ）を加えて四大目的とすることもある。
ジャイナ教においては、魂という存在にとって至福の状態である。
仏教においては、煩悩の縛りから解放され、迷いの世界、輪廻などの苦を脱して自由の境地に到達すること。悟ること。対義語は繋縛（けばく, 巴: bandhana; 結縛）。仏教の教義上、悟りを得て解脱した者は皆 六神通を使えるようになるが、社会の混乱をきたすため六神通をむやみに濫用してはならないとされている。解脱者が死を迎えると涅槃と呼ばれる状態になると説く。

## 原語
「解脱」は、梵: vimokṣaや梵: vimuktiの漢訳である。vimuttiは「自由」という意味である。 vimokṣa は毘木叉、毘目叉と音写し、 vimukti は毘木底と音写する。

## 仏教において
釈迦は菩提樹で成道し、輪廻からの解放を達成したとされる。

わが解脱は達成された。これが最後の生まれであり、もはや二度と生まれ変わることはない。
—聖求経

比丘たちよ、このように見て、聖なる言葉を聞く弟子は、色を厭離し、受を厭離し、想を厭離し、サンカーラを厭離し、識を厭離する。

厭離のゆえに貪りを離れる。貪りを離れるゆえに解脱する。解脱すれば「解脱した」という智慧が生じる。

「生は尽きた。梵行は完成した。なされるべきことはなされ、もはや二度と生まれ変わることはない」と了知するのである。
—初転法輪 
仏教における解脱は、本来は涅槃と共に仏教の実践道の究極の境地を表す言葉であったが、後に様々に分類して用いられるようになった。
相応部ラーダ相応では、比丘ラーダより「解脱は何を目的としているのか？」と問われた釈迦は、「解脱は涅槃を目的としている」と答えている。

### 分類
仏教における解脱には、次のような分類がある。
- 有為解脱と無為解脱
- 性浄解脱と障尽解脱
- 心解脱と慧解脱
- 慧解脱と倶解脱
- 時解脱と不時解脱

### 仏典における記載
火ヴァッチャ経では、釈迦はある沙門より「解脱した比丘はどこかへ生まれ変わるのか？　あるいは生まれ変わらないのか？」との問いを受けた。釈迦は、その者に「火が消えた場合、その火はどの方角（東西南北）に消え去ったのか？」と問い返した。「その質問は適切ではありません、火は燃料が尽きたために消えます」との返答を受けた釈迦は、同様に如来というのも（生まれ変わるかどうかとは関係なく）、五蘊（色受想行識）が尽きたために解脱した者であると説いた。